# Mario Méndez (escritor)
Mario Méndez (Mar del Plata, Provincia de Buenos Aires, Argentina; 29 de noviembre de 1965) es un escritor, editor y maestro argentino.
Radicado en la ciudad de Buenos Aires, allí ha estudiado Realización Cinematográfica, en la Escuela de Cine de Avellaneda y Edición en la Universidad de Buenos Aires (UBA), donde ejerce como profesor.
Es autor de numerosos cuentos y novelas fundamentalmente para niños y jóvenes, entre los que pueden destacarse El monstruo de las frambuesas, El monstruo del arroyo, Noches siniestras en Mar del Plata, Cabo Fantasma, El viejo de la biblioteca, Ana y las olas, Nicanor y la luna, Vuelta al sur, Zimmers, Cine Club, El camino de San Martín y Bestias ocultas.
Como editor es cofundador y director de la editorial 'Amauta' junto con el también escritor Jorge Grubissich. Creó y dirige la colección 'Mar de Papel' de la editorial 'Crecer Creando'.
En 1984 recibió el tercer premio en el concurso de cuentos organizado por la Universidad de Mar del Plata por su cuento "Notas". En 1997, obtuvo una mención en el concurso "Amnistía te cuenta tus derechos", organizado por Amnistía Internacional Argentina, por el cuento "El partido". En 1998, obtuvo el premio Fantasía de Narrativa por la novela Cabo Fantasma y en 2011 el destacado de ALIJA al libro de cuentos, por "Gigantes".
Participó del libro colectivo Quien soy. Relatos sobre Identidad, nietos y reencuentros que obtuviera el Gran Premio ALIJA en 2013 y fue traducido al italiano.